# Keith A. Glascoe
Keith Alexander Glascoe (San Francisco, 9 de diciembre de 1962 - Nueva York, 11 de septiembre de 2001) fue un actor y bombero del Departamento de Bomberos de la Ciudad de Nueva York.

## Biografía
Conocido por interpretar el papel de Benny en la película de Luc Besson, Léon, Glascoe también trabajaba para el Departamento de Bomberos de la Ciudad de Nueva York. Murió durante los atentados del 11 de septiembre de 2001 mientras estaba salvando vidas en el World Trade Center de Nueva York. En el momento de su muerte su esposa estaba esperando su tercer hijo.
Fue incluido a título póstumo en el salón de la fama de la liga de mini-fútbol de bomberos de Nueva York como uno de los jugadores más inteligentes y valientes del equipo de fútbol del Departamento de Bomberos de la Ciudad de Nueva York. La ceremonia se realizó en Mesquite (Nevada) el 7 de diciembre de 2005 en presencia de su familia, además de la presencia del Departamento de Policía de Nueva York y el Departamento de Bomberos de la Ciudad de Nueva York.

## Filmografía
- Dollie Gets Spanked (1993)
- Léon (1994)
- Assault on Devil's Island (1997)
- Prime Time (1997)
- 100 Centre Street (2001)
- The Pirates of Central Park (2001)